# فهد الشمری
فهد الشمری (انگلیسی: Fahad Al-Shamri؛ زادهٔ ۵ مهٔ ۱۹۸۱) یک بازیکن فوتبال اهل عربستان سعودی است.
از باشگاه‌هایی که در آن بازی کرده‌است می‌توان به الهلال عربستان، الاهلی عربستان، و الرائد عربستان اشاره کرد.